# Cossypha niveicapilla
Cossypha niveicapilla là một loài chim trong họ Muscicapidae.

## Hình ảnh

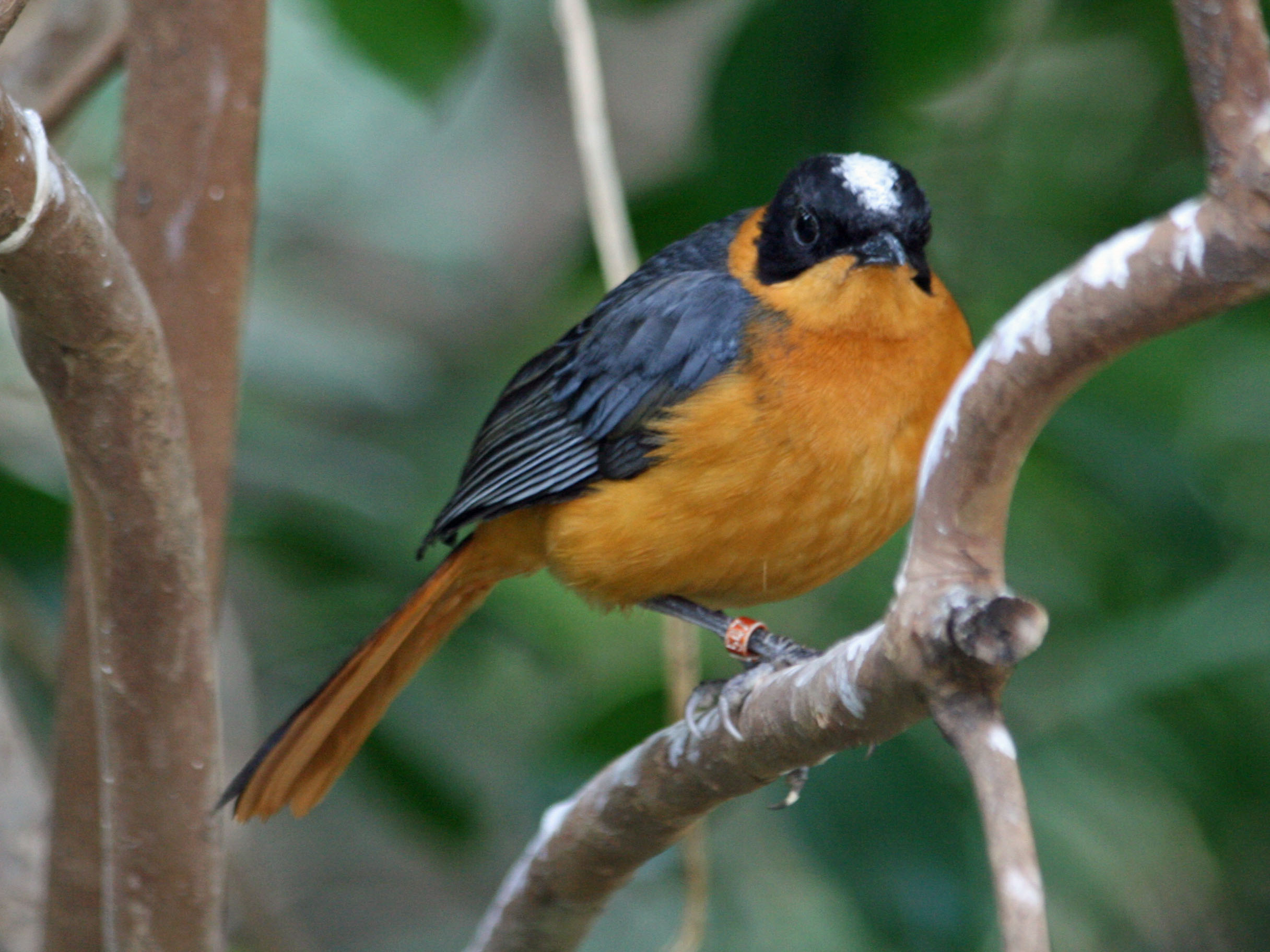
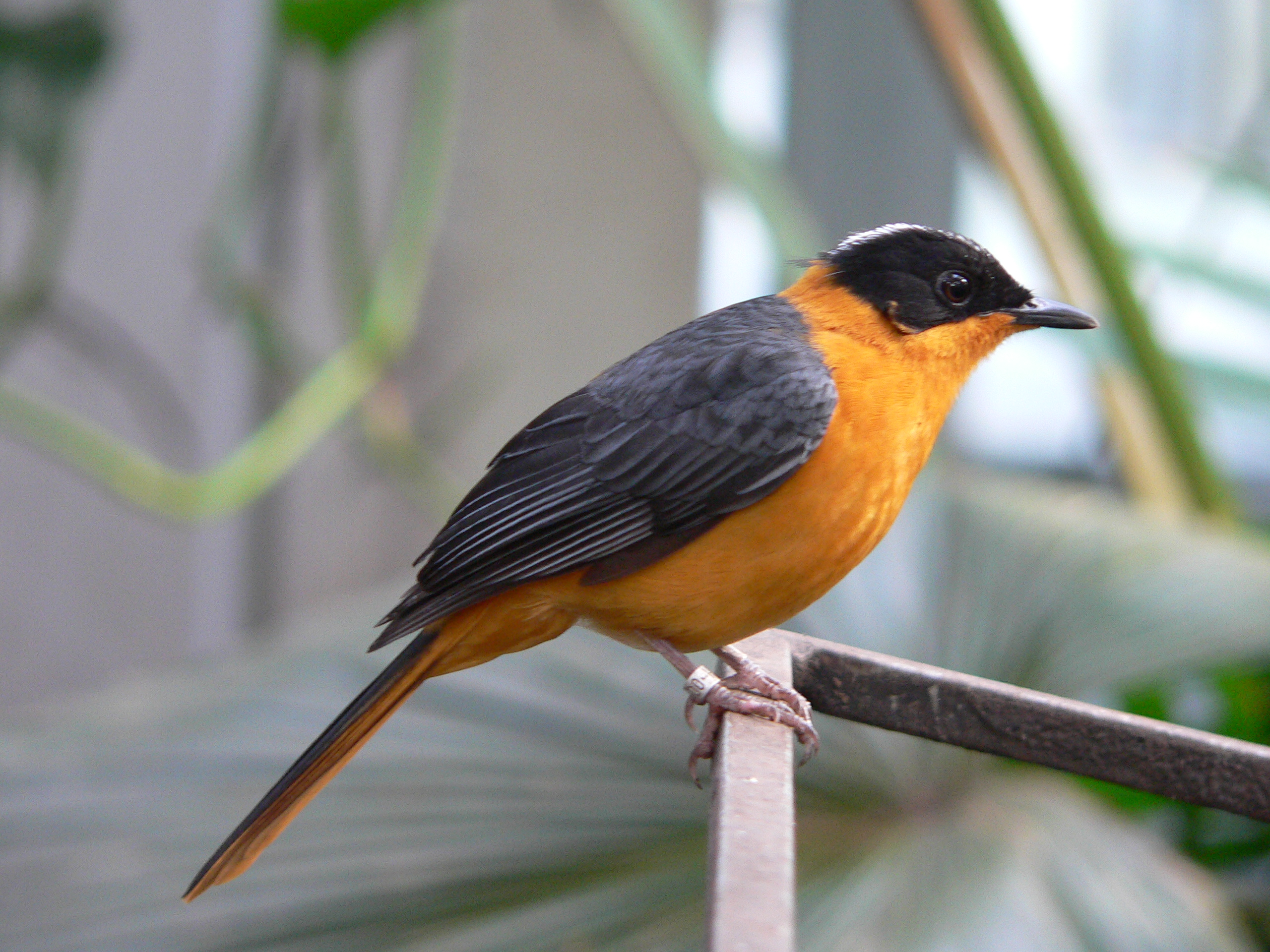